# I Have Nothing
I Have Nothing is een nummer van de Amerikaanse zangeres Whitney Houston. Het nummer verscheen op de soundtrack van de film The Bodyguard uit 1992. Op 20 februari 1993 werd het nummer uitgebracht als de vierde single van het album.

## Achtergrond
I Have Nothing is geschreven door David Foster en Linda Thompson en is geproduceerd door Foster. Het nummer is een powerballad dat gaat over de liefde en de verwarring die ontstaat wanneer een koppel afwijkende ideeën heeft over hun relatie. Nadat de twee voorgaande singles van de soundtrack van The Bodyguard, I Will Always Love You en I'm Every Woman, allebei wereldwijde top 5-hits werden, werd I Have Nothing ook een grote hit met een vierde plaats in de Amerikaanse Billboard Hot 100, terwijl het in Canada een nummer 1-hit werd. Ook in andere landen kwam het in de top 10 terecht, waaronder in het Verenigd Koninkrijk, Ierland, Denemarken, Polen en Portugal. In Nederland kwam de single tot plaats 22 in de Top 40 en plaats 23 in de Mega Top 50, terwijl in Vlaanderen een zestiende positie in de Ultratop 50 werd behaald.
Schrijvers Foster en Thompson ontvingen in 1993 een Oscarnominatie voor I Have Nothing in de categorie Beste originele nummer, maar zowel dit nummer als Run to You uit dezelfde film verloren van A Whole New World uit Aladdin. Ook ontvingen zij een Grammy Award-nominatie in de categorie Best Song Written for Visual Media, maar verloren hier ook van A Whole New World.
In de videoclip van I Have Nothing zingt Houston het nummer in een dinerzaal, terwijl dit optreden wordt afgewisseld door beelden uit The Bodyguard. Het nummer is gecoverd door onder meer Natalie Cole, Edyta Górniak, Ariana Grande, Patti LaBelle, Charice Pempengco, Jessica Simpson en Britney Spears. Daarnaast gebruikte Drake een sample in zijn nummer Tuscan Leather. Verder werd het in 2012 gezongen tijdens een aflevering van Glee, die in het teken stond van de twee maanden eerder overleden Houston, en werd het gebruikt in de documentaire Whitney uit 2018.

## Hitnoteringen

### Nederlandse Top 40
| Hitnotering: 08-05-1993 t/m 05-06-1993 | Hitnotering: 08-05-1993 t/m 05-06-1993 | Hitnotering: 08-05-1993 t/m 05-06-1993 | Hitnotering: 08-05-1993 t/m 05-06-1993 | Hitnotering: 08-05-1993 t/m 05-06-1993 | Hitnotering: 08-05-1993 t/m 05-06-1993 | Hitnotering: 08-05-1993 t/m 05-06-1993 |
| Week                                   | 1                                      | 2                                      | 3                                      | 4                                      | 5                                      |                                        |
| -------------------------------------- | -------------------------------------- | -------------------------------------- | -------------------------------------- | -------------------------------------- | -------------------------------------- | -------------------------------------- |
| Positie                                | 36                                     | 25                                     | 23                                     | 22                                     | 34                                     | uit                                    |

### Mega Top 50/Single Top 100
| Hitnotering week 1 t/m 4: 15-05-1993 t/m 05-06-1993 Hitnotering week 5 t/m 6: 18-02-2012 t/m 25-02-2012 | Hitnotering week 1 t/m 4: 15-05-1993 t/m 05-06-1993 Hitnotering week 5 t/m 6: 18-02-2012 t/m 25-02-2012 | Hitnotering week 1 t/m 4: 15-05-1993 t/m 05-06-1993 Hitnotering week 5 t/m 6: 18-02-2012 t/m 25-02-2012 | Hitnotering week 1 t/m 4: 15-05-1993 t/m 05-06-1993 Hitnotering week 5 t/m 6: 18-02-2012 t/m 25-02-2012 | Hitnotering week 1 t/m 4: 15-05-1993 t/m 05-06-1993 Hitnotering week 5 t/m 6: 18-02-2012 t/m 25-02-2012 | Hitnotering week 1 t/m 4: 15-05-1993 t/m 05-06-1993 Hitnotering week 5 t/m 6: 18-02-2012 t/m 25-02-2012 | Hitnotering week 1 t/m 4: 15-05-1993 t/m 05-06-1993 Hitnotering week 5 t/m 6: 18-02-2012 t/m 25-02-2012 | Hitnotering week 1 t/m 4: 15-05-1993 t/m 05-06-1993 Hitnotering week 5 t/m 6: 18-02-2012 t/m 25-02-2012 | Hitnotering week 1 t/m 4: 15-05-1993 t/m 05-06-1993 Hitnotering week 5 t/m 6: 18-02-2012 t/m 25-02-2012 |
| Week | 1 | 2 | 3 | 4 | | 5 | 6 | |
| --- | --- | --- | --- | --- | --- | --- | --- | --- |
| Positie                                                                                                 | 31 | 24 | 23 | 35 | uit | 48 | 88 | uit |

### NPO Radio 2 Top 2000
| Nummer met noteringen in de NPO Radio 2 Top 2000 | '19  | '20  | '21  | '22  | '23  | '24  |
| ------------------------------------------------ | ---- | ---- | ---- | ---- | ---- | ---- |
| I Have Nothing                                   | 1738 | 1605 | 1645 | 1689 | 1474 | 1445 |

1. ↑  Een vetgedrukt getal geeft de hoogste notering aan.
2. ↑  2019 was het eerste jaar met een notering voor dit nummer.